# ウィリアミーナ・フレミング
ウィリアミーナ・フレミング（Williamina Paton Stevens Fleming、1857年5月15日 - 1911年5月21日）はスコットランドに生まれ、アメリカ合衆国で活動した女性天文学者である。エドワード・ピッカリングのもとでヘンリー・ドレイパーカタログの編集に携わった。多くのガス星雲、変光星、新星の発見者である。

## 生涯
スコットランドのダンディーで生まれた。21歳のときジェームス・フレミングと結婚し、アメリカのボストンへ移住したが、息子を妊娠中に離婚したため、息子と彼女自身の生計を立てるために彼女は働かねばならなくなった。そのため当時ハーバード大学天文台の台長を務めていた天文学者エドワード・ピッカリングの家で家政婦として雇われた。ピッカリングはハーバード大学天文台の観測結果の整理に多くの女性を採用し、フレミングも天文台に採用された。彼女はドレーパー星表の制作に参加し、9年間に10,000個の星のスペクトル型を分類した上で星表に掲載した。その仕事の中で59個のガス星雲、310個の変光星、10個の新星を発見した。フレミングが発見した変光星のなかにはケンタウルス座T星やこと座RR星があり、ケンタウルス座T星の変光は1895年に、こと座RR星の変光は1901年に発見した。1907年にそれまで発見した222個の星雲及び変光星の表を出版した。

## 賞
- 王立天文学会　名誉会員（1906年）
- the Guadalupe Almendaro medal（1911年）メキシコ天文学会

## ウィリアミーナ・フレミングが登場する作品
アメリカの劇作家 Lauren Gunderson がヘンリエッタ・スワン・リービットを描いた作品 Silent Sky (2011年)に登場する。